# Nazca-kultúra

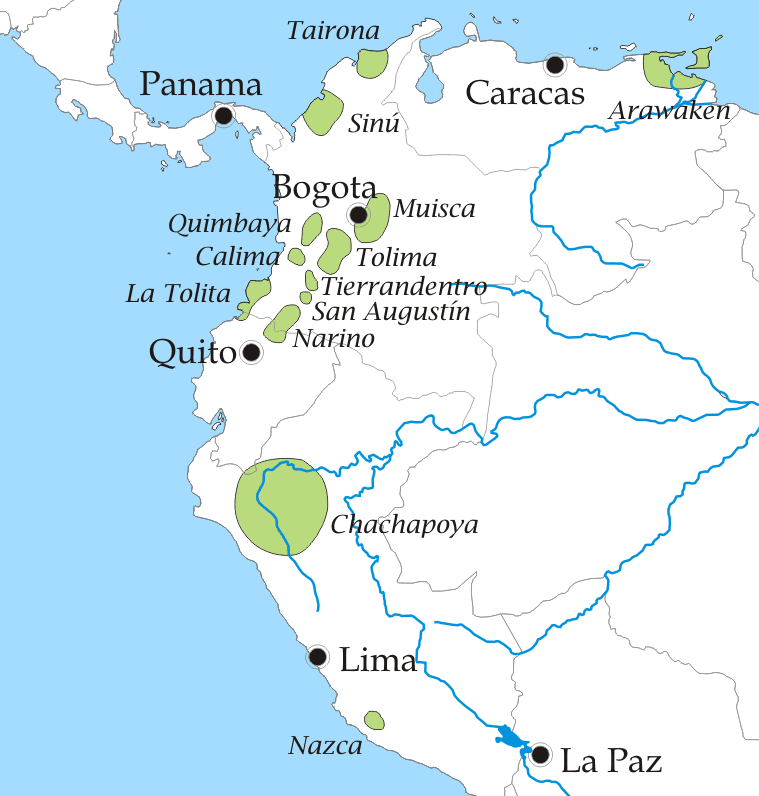
Kolumbusz előtti ismert civilizációk Dél-Amerika északnyugati részén

A Nazca-kultúra a dél-perui partvidék legjelentősebb kultúrája volt az Acani völgyében. A velük egy időben elő népek (1–8. század) az északi fennsíkon a cajamarca és a recuay, az északi parton a mocsikák, s Peru középső partvidéken a lima indiánok, s a pukarák a déli fennsíkon. Szertartási központjuk Cahuachi volt monumentális építményeivel és tereivel. Lakóházaikat viszont Tambo Viejóban építették fel. A város meglehetősen sűrűn lakott volt, egyetlen lakónegyedében 8800 egymás mellé épített helyiséget találtak.

## Kialakulása
A legújabb kutatások szerint a dél-perui Nazca-kultúra kialakulásáért és eltűnéséért is a klímaváltozás felelős. Míg a szárazság miatt a folyóvölgyekben koncentrálódó népesség igen fejlett kultúrát teremtett, az elsivatagosodás a kultúra eltűnéséhez vezetett.
Bernhard Eitel és Bertil Machtle a német Geographische Rundschauban megjelent tanulmányában ír a témáról. A félszáraz trópusi területek alapvetően kedvező feltételeket kínálnak az emberi megtelepedésre, ugyanis itt nem jellemzők a pusztító trópusi betegségek; a nyílt füves puszták pedig kedveznek a vadászat és a földművelés (öntözéses kultúrák) számára. Ugyanakkor ezek a területek reagálnak a legérzékenyebben a klímaingadozásra, így az ott élő lakosság igencsak kiszolgáltatott a környezeti változásoknak – írja a szerzőpáros. Itt elsősorban nem a hőmérséklet, hanem a vízháztartás változásáról van szó. Ugyanis akár 50–100 mm/év csapadékmennyiség is képes gazdag, füves pusztává „varázsolni” egy sivatagot, és fordítva. Tehát míg egy ilyen mértékű változás nedvesebb éghajlati körülmények között nem igazán tűnik fel, a sivatagi peremterületeken komoly változást idéz elő az ökoszisztémában, és jelentősen befolyásolja a lakosság életfeltételeit. Ennek megfelelően a Paracas-Nazca-kultúrára is valószínűleg jelentősen hatott a sivatag keleti irányba történő terjeszkedése.

## Nazca-emberek

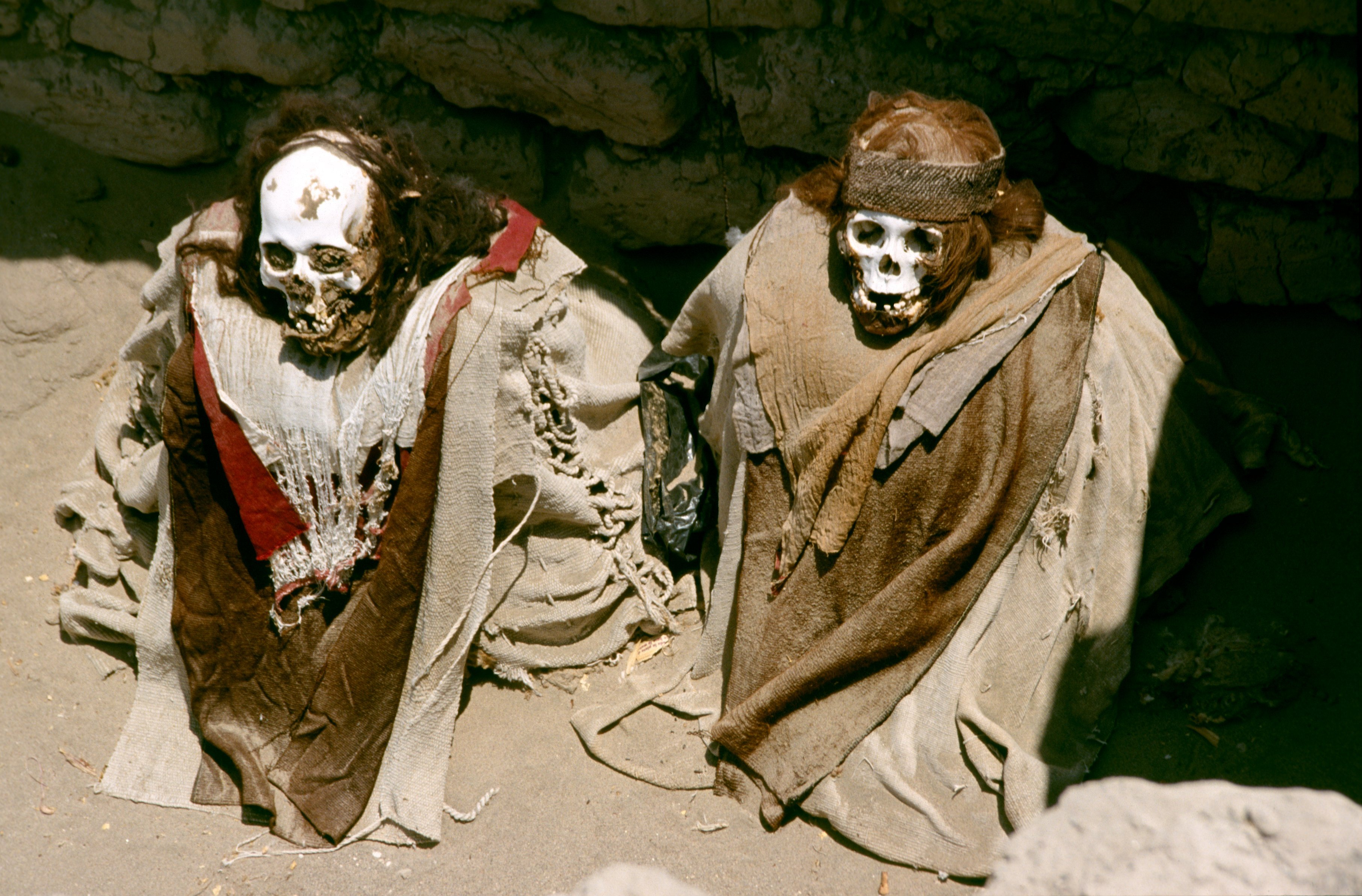
Nazca-múmiák

Arcvonásaikat jól ismerjük a gyönyörűen előállított kerámiákról és a sírokban jól megőrzött múmiákról. Igen elterjedt volt közöttük a koponyatorzítás szokása. A fej természetellenesen megnyújtott és a homlok felett egyenes, amit a hajviselettel még inkább kiemeltek. A csecsemő homlokára párnát a fej hátsó részére deszkát kötöttek. Az ásatások során feltárt sírok esetében a Nazca-emberek 68%-ának, mindkét nem esetében, a koponyája deformált volt.
Mivel írásuk nem volt, így nyelvüket nem tudjuk rekonstruálni. A nazcák több száz évvel a spanyolok megérkezése előtt éltek, így feljegyzések nem maradtak róluk. A nép eredeti nevét sem ismerjük, a kultúra és a nép utólag kapta az elnevezését, a területen található kisvárosról, Nazcáról.

## Trófeafejek
A trófeafej része a kerámiákon és textíliákon használt ikonográfiának. A Nazca-emberek a háborúban legyőzött ellenség fejét eltávolították és közszemlére bocsátották, mint a harcos rettenthetetlenségének bizonyítékát. A fejek ilyen nyilvános bemutatásának a célja rituális okokból történt. Ez a szokás tükröződik a kerámiák trófeafejein.
Nagyszámú mitológiai lényt ábrázolnak trófeafejjel. A leggyakrabban előforduló antropomorf mitológiai lény – aprólékosan díszített öltözékben – egyik kezében emberi fejet, a másik kezében pedig botot tart. Vitatkoznak rajta, hogy a mitikus lény vajon sámán vagy egy megtestesült természetfölötti lény. A trófeafej megjelenik önálló témaként is. A késői Nazca-ikonográfia sejtetni engedi, hogy a Nazca-társadalomban egyfajta tekintélyt jelentett a trófeafej tulajdona, és a vezetőknek sikeres fejvadászoknak kellett lenniük

## Kerámia

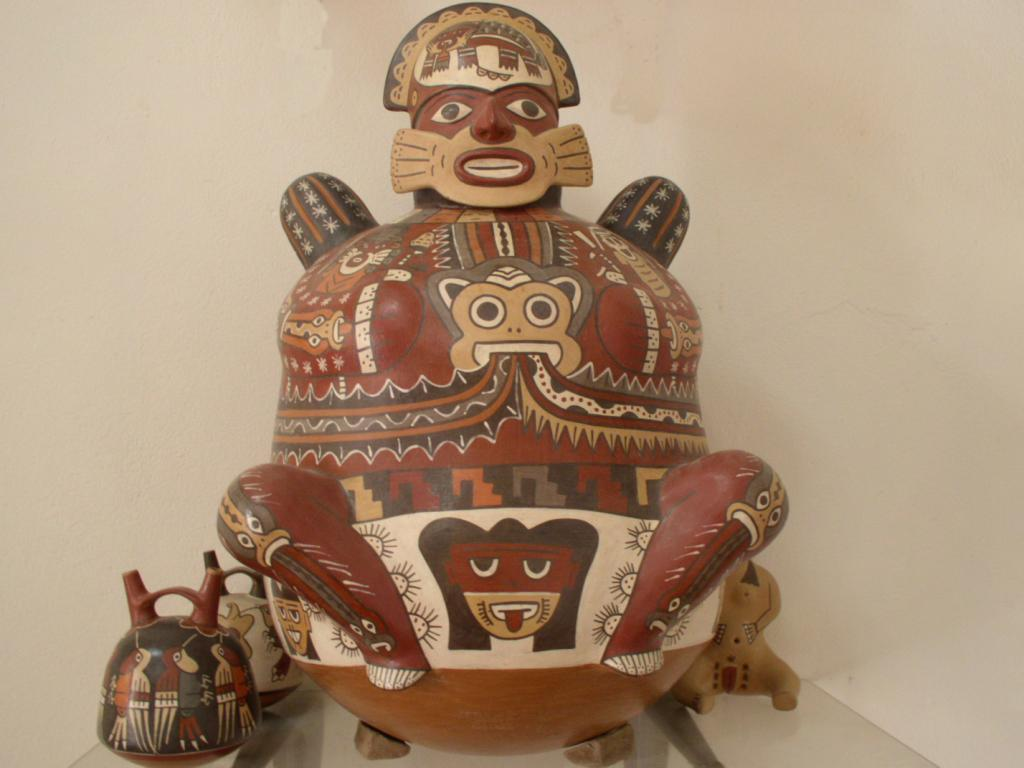
Cserépedény másolata a Nazca-kultúrából

A nazkák ritkán építettek nagy méretű szertartási épületeket, azonban kerámiájukkal, amely jelentősen különbözött az északi part kerámiájától domború aljával, híddal összekötött dupla kiöntőjével, sima, magasfényű felületi kidolgozásával és gazdag szín- és mintavilágával, számottevő művészi formát hoztak létre. A tárgyban forgó kerámiák szín- és formavilága meglehetősen sokféle. Egyes kerámiák növényi mintákat ábrázolnak, míg mások témája állatok és mitológiai teremtmények. A kezdeti elegáns egyszerű ábrázolást fokozatosan felváltotta a szembeszökő bonyolultság és merész stilizáltság.

## Nazca-vonalak

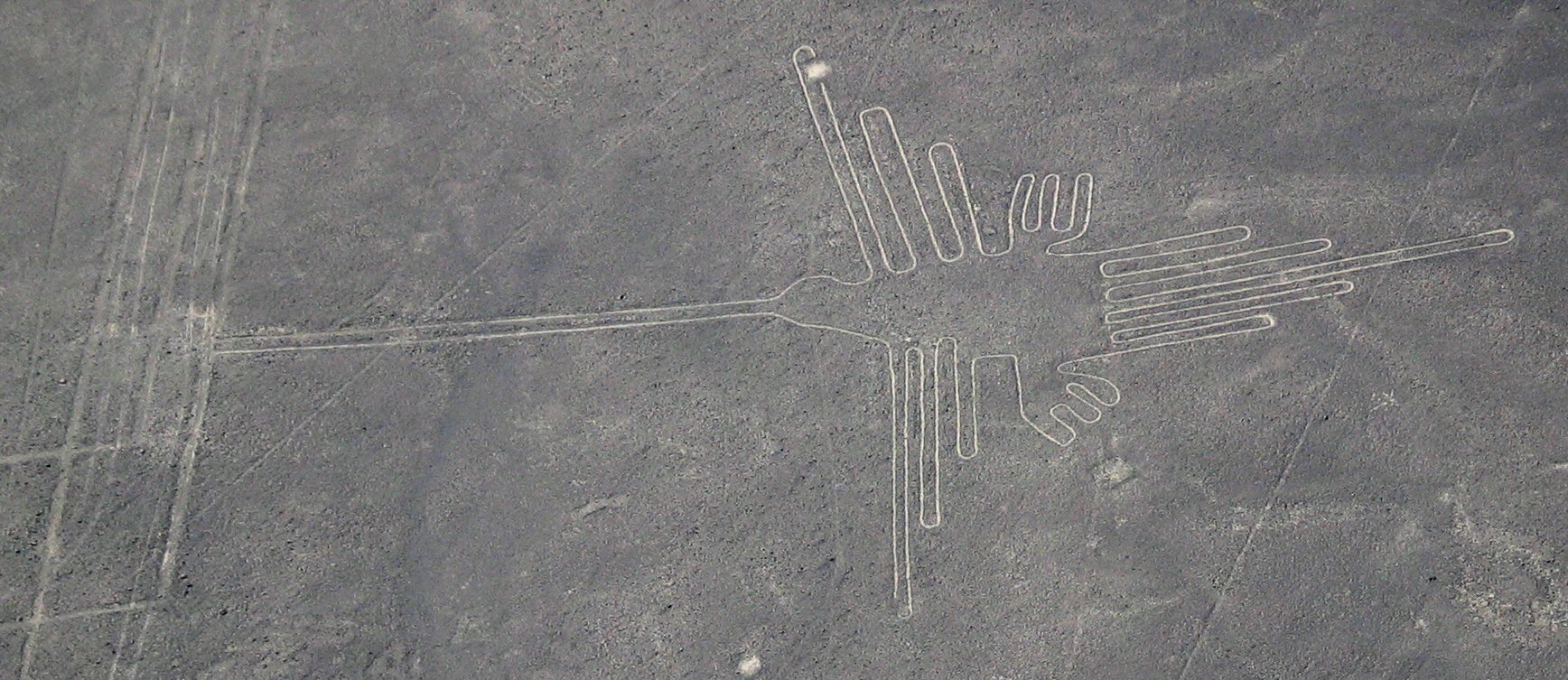
A „kolibri” légi felvételről

A nazca kultúrát nemcsak a sokszínű cserépedényei tették híressé, hanem a Nazca-vonalak (geoglifák) révén is ismert. A kb. 200 km hosszú vonalas rajzhálózat, Dél-Peruban a Nazca-völgy száraz felszínén, régóta foglalkoztatja a világot, mint az emberi művészet egyik legtitokzatosabb gigantikus alkotása.
A Nazca-vonalak úgy készültek, hogy az időjárás által lekoptatott sivatagi földet bizonyos helyeken teljesen lekaparták, s így előtűnt az alsó világosabb agyagréteg és hatalmas geometrikus minták jöttek létre, melyek madarakat és más állatokat ábrázolnak. Ezek az alakzatok csak a magasból, repülőgépről tekinthetők jól át.
A legkorábbi vonalak állati és növényi (biomorf) alakzatokat ábrázolnak: növények, halak, madarak – például kolibri –, amelyeket a cserépedényeken is felfedezhetünk. A kolibri szárnytávolsága több mint 60 méter. Az ilyen nagy léptékű ábrák a pontos arányok betartásával alapvető geometriai és elemi mérési módszert igényeltek.
A kilométeres hosszúságú egyenes vonalakat később „rajzolták”, talán az inkák idejében.
1926-tól kezdve különféle elméletek magyarázzák a rajzok létrejöttét. Gondolták már öntözőrendszernek, az inkák szent útjának, „csillagászati könyvnek”. A legismertebb és legerőltetettebb elmélet szerint földönkívüliek leszállópályája. Mások szerint versenypálya, vagy térkép, amely fontos vízlelőhelyekhez vezet. A magyar Zelkó Zoltán öntözőcsatorna-rendszerként értelmezi, mert minden egyes rajzolat rendelkezik egy bevezető kezdő-, és egy kivezető végponttal, s mindkettő elzárható. Tehát elsősorban gyűjtőhelyek voltak, ahonnan tárlókba vezették a vizet, az állatok számára pedig itatóhelyül szolgáltak. A tervezők páratlan tudással rendelkeztek; a kőtömböket fékként iktatták be, ez mutatja, hogy milyen áramlási ismereteik voltak. Hogy állatfigurákat rajzoltak, az az állatok megkülönböztetett tiszteletét igazolja, lehet, hogy istenként is tisztelték azokat.

## Piramisok
A Nazca-völgyi piramisokat régészek tárták fel. A legismertebb a dombon álló, 20 méter magas, lépcsős piramis. A lapított tetejű építményt vályogfallal kerítették be. Hasonlóan fallal védték a 45 x 75 méteres teret is. A nazca kultúra i. e. 200 és i. sz. 800 közötti időszakában papok töltötték be a vezető szerepet. A vallási életről keveset tudunk, de a gyakori állatábrázolások arra engednek következtetni, hogy egyes állatokat, mint a macskát, szentként tisztelték. A lakóházakat nádfonatra tapasztott sárból készítették. Különböző korokból származó sírokat is találtak a kutatók.

## Bukása
Az Andok előterében vett üledékminták arról árulkodnak, hogy itt valamikor (11 000–4000 évvel ezelőtt, a lösz keletkezésekor) nedves környezet uralkodott (ennek bizonyítékai a csiga-fosszíliák) és gazdag növénytakaró borította a területet. Ez után, vagyis mintegy i. e. 2000-től már száraz időszak következett; ekkorra megszűnt a löszképződés, és a folyóvíz helyett már csak a szél és az időszakos esőzések szállították a finom üledékszemcséket. A régészeti leletekkel egybevetve kiderül, hogy ez az időszak – a nyílt füves vegetáció átmenete száraz, sivatagos környezetbe – egybeesik a Paracas–Nazca-kultúra gyökereinek megjelenésével. A két jelenség egybeesése nem meglepő, hiszen a sivatagi területek növekedése a környéken élő népeket arra kényszerítette, hogy a folyóvölgyek oázisaiban tömörüljenek, ahol legalább az Andokból érkező időszakos víz biztosítva volt. 
Ekkor kezdett a kultúra fejlődni: ez a kerámiák és a geoglifák keletkezésének időszaka. A száraz időszak a Paracas-kultúrától a Nazca-kultúra közepéig (i. e. 200-tól i. sz. 600-ig) tartott. Ebben az időszakban jellemző volt, hogy az időszakosan fellépő heves esőzés miatt a folyók megáradtak és így nagy mennyiségű termékeny üledéket hordtak magukkal és terítettek szét az oázisokban (az egyiptomi Nílus áldásos áradásaihoz hasonlóan). Ez élhető körülményeket teremtett az itt élő népesség számára: kedvező klíma, termékeny talaj, trópusi betegségek hiánya; viszont az érzékeny ökoszisztéma egyben nagy kockázatot is rejtett magában. Időszámításunk után a 4. századtól egyre inkább elmaradt a termékeny folyóvízi hordaléklerakódás. 
A szedimentológiai vizsgálatok kimutatták, hogy a bevágódó folyók elsősorban kavicsot és egyéb durva hordalékot hoztak magukkal. Szakértők szerint ez arra utal, hogy a területen megnövekedett a szárazabb időszak aránya, amit rövid, de heves esőzések kísértek. Ezt bizonyítják a régészeti leletek is, vagyis, hogy a sivatag keleti irányba történő eltolódását a helyi népesség is követte. Ennek következtében az időszámításunk utáni 2. századtól a lakott területek központja keletebbre, az Andok hegylábi régiójába tevődött át. A 7. századra a szárazodás olyan mértéket öltött, hogy az egykori folyóvölgyi oázisok már nem tudták biztosítani a korábbihoz hasonló életfeltételeket a helyi népesség számára, és feltehetőleg ez vezetett a Nazca-kultúra összeomlásához. Több közvetett bizonyíték van arra, hogy térségben legkésőbb a 14. századtól újabb nedves időszak köszöntött be, és ezzel a terület újra benépesült; viszont a 16. században jelentkező ún. kis jégkorszaktól kezdve újra sivatagossá vált a vidék, és kialakult a mai kép.